# 贝莱斯德韦瑙达利亚
贝莱斯德韦瑙达利亚，是西班牙安达卢西亚自治区格拉纳达省的一个市镇。总面积79平方公里，总人口2580人（2001年），人口密度33人/平方公里。